# Pstrość kwiatów

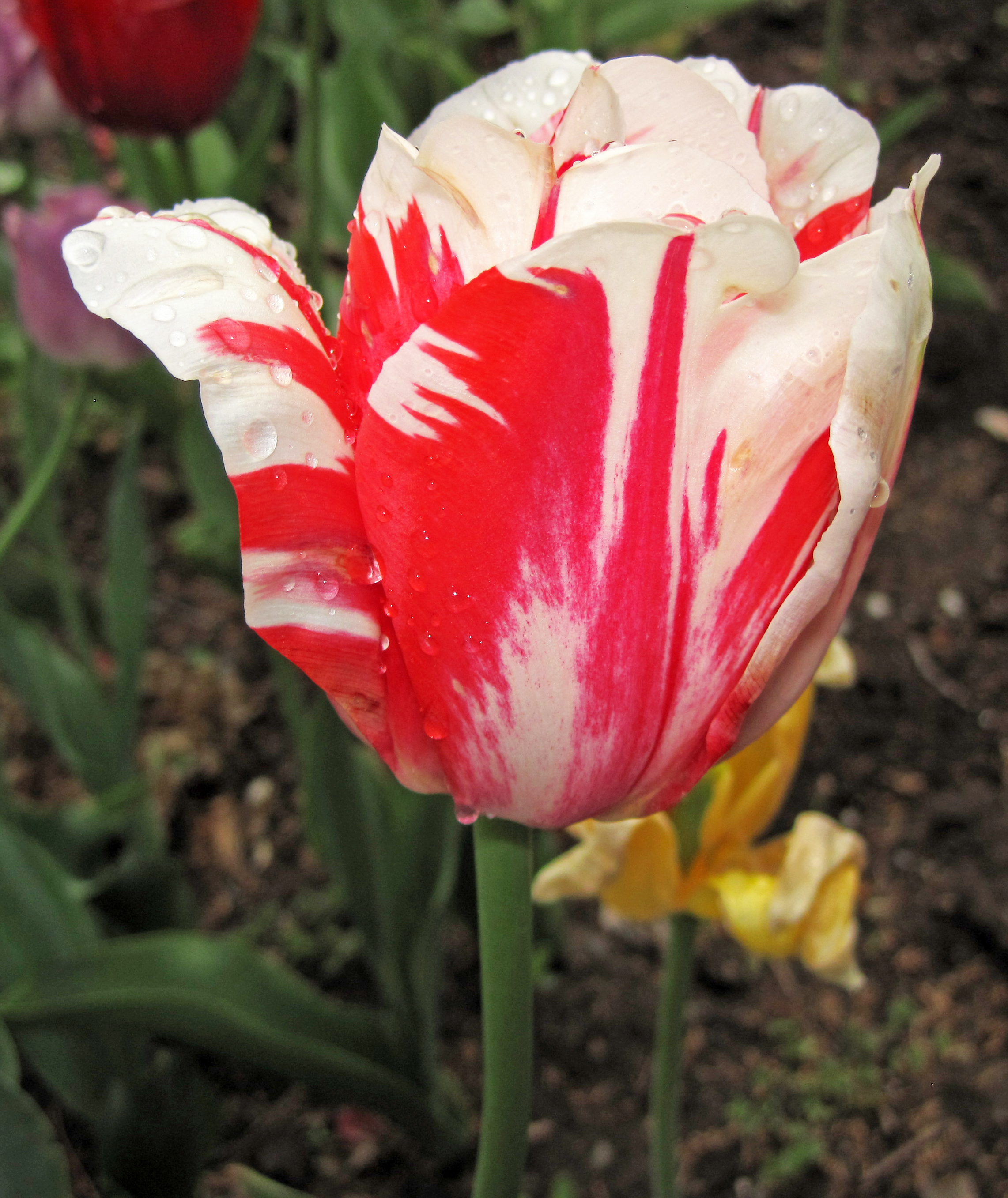
Pstrość tulipana

Pstrość kwiatów – jeden z objawów chorób roślin polegający na występowaniu miejscowych zmian barw na kwiatach. Jej natura jest taka sama, jak mozaiki występującej na liściach, jednak niektórzy fitopatolodzy dla kwiatów używają nazwy „pstrość”. Przyczyną pstrości są głównie wirusowe choroby roślin.
Wśród roślin uprawianych w Polsce pstrość występuje głównie u roślin ozdobnych w takich chorobach, jak: pstrość goździka, pstrość kwiatów frezji, pstrość nerwów goździka i pstrość tulipana. Ta ostatnia choroba była w XVI wieku w Holandii przyczyną bankructwa niektórych kupców. Normalnie tulipany mają jednobarwne kwiaty. U niektórych hodowców pojawiły się jednak kwiaty dwubarwne, pstrokate. Ponieważ ceny ich cebulek gwałtownie rosły, zaczęto je skupywać w nadziei jeszcze droższego odsprzedania. Niektóre cebulki pstrokatych tulipanów osiągnęły wartość kamienicy w Amsterdamie. W 1637 roku tulipan 'Semper Augustus' został sprzedany za astronomiczną wtedy kwotę 13 tysięcy guldenów. Okazało się, że wyhodowane z nich tulipany nie zachowały cech roślin matecznych. Zakupy cebulek za tak wygórowane ceny nie opłaciły się i doprowadziły do ruiny finansowej niektórych kupców (bańka spekulacyjna).
Niektórzy fitopatolodzy mówią również o pstrości owoców, jednak bardziej odpowiednim określeniem jest w tym przypadku „rozbicie barwy”.